# Miss Mama
 (décembre 2014).
Miss Mama est un groupe inventeur du célèbre reggae des bois[réf. nécessaire], ayant vu le jour à Ivry-sur-Seine dans les années 1990. 
Le troisième album, T'as raison comporte la vidéo du même nom. 
Le groupe est composé d'une batterie, d'une basse, de deux guitares, de trois cuivres et de deux chanteurs.

## Discographie, album
- 1998 Rub a Deuch
- 2001 Frazé Plage
- 2005 T'as raison (live)